# Тукс, Жасмин
Жасмин Даниэль Тукс (англ. Jasmine Danielle Tookes; родилась 1 февраля 1991, Хантингтон-Бич) — американская модель и «ангел» «Victoria’s Secret»

## Биография и карьера
Родилась и выросла в городе Хантингтон-Бич, Калифорния. В модельном бизнесе с 15 лет. Мать Тукс работает стилистом. В детстве занималась гимнастикой, софтболом и волейболом. Первый контракт в качестве модели подписала в 2010 году в девятнадцатилетнем возрасте, первый коммерческий показ был для компании — Gap. На международном подиуме дебютировала в 2011 году на показе DKNY, в этом же году попала на обложку журнала Vogue Италия.
В различное время принимала участие в показах: Anthony Vaccarello, Balmain, Burberry, Calvin Klein, Carolina Herrera, Daks, DKNY, Dolce & Gabbana, DSquared2, Ermanno Scervino, Gianfranco Ferré, Giles, Hervé Léger, Isabel Marant, Jason Wu, Jill Stuart, Louis Vuitton, Marc Jacobs, Marchesa, Oscar de la Renta, Paco Rabanne, Peter Som, Alberta Ferretti, Richard Chai, Salvatore Ferragamo, Stella McCartney, Trussardi, Versace, Yves Saint Laurent и другие.
В 2012, 2013, 2014, 2015, 2016, 2017 годах была приглашена на итоговые показы компании «Victoria’s Secret».
С апреля 2015 является лицом («ангелом»)  Victoria‘s Secret . В 2016 году удостоилась чести выйти на подиум в эксклюзивном Fantasy Bra для дефиле Victoria's Secret.

## Личная жизнь
В сентябре 2020 года Тукс объявила о своей помолвке со своим бойфрендом, Хуаном Дэвидом Борреро, с которым встречалась четыре года. Борреро является директором по международным рынкам Snap Inc. и сыном доктора Альфредо Борреро, бывшего вице-президента Эквадора. Они поженились 4 сентября 2021 года в Иглесиа и Конвенто де Сан-Франциско в Кито, Эквадор. 21 ноября 2022 года она объявила в своем аккаунте в Instagram, что они ждут своего первенца. 23 февраля 2023 года родилась дочь Миа Виктория.